# Phyllonorycter cretaceella
Phyllonorycter cretaceella là một loài bướm đêm thuộc họ Gracillariidae. Nó được tìm thấy ở Hoa Kỳ (Arizona).
Ấu trùng ăn Quercus hypoleuca và Quercus hypoleucoides. Chúng ăn lá nơi chúng làm tổ. 